# (34125) Biancospino
2000 QZ (asteroide 34125) é um asteroide da cintura principal. Possui uma excentricidade de 0.16973960 e uma inclinação de 1.71785º.
Este asteroide foi descoberto no dia 23 de agosto de 2000 por Stefano Sposetti em Gnosca.